# Al·laf ibn Hassan
Al·laf ibn Hassan fou xeic dels jarràhides.
El 1032 va participar en les expedicions romanes d'Orient contra Apamea i contra Manika (o Manikos) que fou conquerida a Nasr ibn Musharraf i fou llavors probablement quan fou fet patrici romà d'Orient. Les cròniques romanes d'Orient l'esmenten com Allach.
Anushtegin de Damasc va formar vers 1033 una aliança amb l'Imperi Romà d'Orient per atacar Alep. Al·laf ibn Hassan l'acompanyava en aquesta campanya. El 1035 Edessa, que els romans d'Orient havien ocupat el 1031, fou atacada pel numeyrita Ibn Watthab i el marwànida Nasr-ad-Dawla i Hassan ibn al-Mufàrrij i Al·laf ibn Hassan van ajudar a defensar la ciutat per compte de l'emperador. Anushtegin va ocupar Alep (1037/1038).
Però després de la pèrdua del govern de Damasc per Anushtegin, es creu que Hassan va recuperar Palestina, que dominava el 1041/1042, encara que estava en guerra contra el nou governador de Damasc. Probablement Al·laf estava al seu costat. Ja no torna a ser esmentat.